# Война за независимость Индонезии
Война за независимость Индонезии (инд. Revolusi Nasional Indonesia; нид. Indonesische Onafhankelijkheidsoorlog) — вооружённый конфликт между Индонезией с одной стороны и Нидерландами и Великобританией с другой. Война произошла между провозглашением независимости Индонезии в 1945 году и признанием Нидерландами независимости Индонезии в конце 1949 года.
Четырёхлетняя борьба включала нерегулярные, но кровавые вооруженные конфликты, внутренние политические и общественные потрясения в Индонезии, а также два крупных международных дипломатических вмешательства. Голландские вооруженные силы (и какое-то время силы союзников по Второй мировой войне) могли контролировать крупные города и промышленные объекты в центральных районах республики на Яве и Суматре, но не могли контролировать сельскую местность. К 1949 году международное давление на Нидерланды и частичный военный тупик привели к тому, что Нидерланды признали независимость Индонезии.

## Предпосылки
Индонезия входила в состав нидерландской колониальной империи. В начале XX века в Голландской Ост-Индии возник ряд националистических партий, боровшихся за независимость государства. В 1913 году возникла партия «Индише партай». В 1918 году была предпринята очередная попытка обеспечить государству независимость и появилась новая националистическая партия. Правительство Нидерландов на этот раз решило поступить другим образом, и пригласило индонезийскую молодёжь в Нидерланды для дальнейшего обучения с целью «вырастить» из них покорное нидерландцам индонезийское правительство. Однако в 20-е годы XX века теперь уже коммунизм в Индонезии приобрёл много сторонников и стал самым важным политическим движением. Симпатизировавшая индонезийским коммунистам нидерландская компартия проводила агитации в поддержку Индонезии и требовала признать её независимость. Но после восстания на Яве 1926—1927 годов тысячи индонезийских коммунистов были арестованы и отправлены в концлагеря.
К тому времени Сукарно, один из студентов, отправленных в Нидерланды, вернулся обратно в Индонезию. В 1927 году в Бандунге прошёл съезд Национальной партии Индонезии, во главе её встал Сукарно, однако уже в 1931 году партия самораспустилась. Во Вторую мировую войну он активно сотрудничал с японцами, рассчитывая на то, что они предоставят свободу Индонезии. Большинство солдат родом из Ост-Индии к тому времени польстились лозунгом «Азия для азиатов» и не оказывали сопротивления. Японцы с лёгкостью оккупировали регион, но вопреки своим заверениям не предоставили Индонезии никакой независимости.
После капитуляции Японии 15 августа 1945 года индонезийские патриоты во главе с Сукарно решили провозгласить независимость государства. Ситуация сложилась подходящая: ослабленная войной Европа не имела достаточных сил для подавления мятежа, население Индонезии по-прежнему поддерживало идею независимости.

## Ход войны

### Начало войны. Британское вторжение
17 августа 1945 года Сукарно в одностороннем порядке провозглашает независимость Индонезии. Великобритания решила поддержать Нидерланды в борьбе против мятежа. Это объясняется тем, что после Второй мировой в Индонезии оказалось много английских военнопленных, и их было необходимо вернуть, кроме того на островах находилось множество капитулировавших японцев, которых нужно было депортировать в Японию. 29 сентября того же года английские части высадились в городе Батавия (совр. Джакарта). В Индонезии они столкнулись с целым рядом проблем: с отсутствием транспорта, неприязнью местного населения, местными военными группировками, воюющими со всеми, в том числе и друг с другом. В таких условиях английский генерал Кристинсон решил не вступать в войну с самопровозглашённой республикой, признав де-факто её существование.
Однако 4 октября в Батавии начали высаживаться части нидерландской армии, которые начали уничтожение всех местных группировок. В их цели также входило восстановление нидерландской власти в Индонезии. Начало расти количество вооружённых столкновений. На Суматре началась партизанская война. Затем, с более широким размахом, она началась и на Яве. 10 октября попал в засаду и был уничтожен патруль Великобритании. В тот же день начался штурм города Семаранг, принадлежавшего индонезийцам. В штурме приняли участие японские военнопленные. 15 октября город пал, и многие индонезийские военные отступили в джунгли. 25 октября в город Сурабая была введена английская пехотная бригада с целью разоружения местного населения, но им было оказано сопротивление. Отдельные стычки переросли в уличные бои. 27 октября в городе английские власти ввели осадное положение. 28 октября в Сурабаю вошли нидерландские колониальные части.
С этого дня по всей стране резко увеличилось количество стычек. 9 ноября из Индии, подчинённой Великобритании, прибыли первые индийские колониальные части, сражавшиеся за англичан и нидерландцев. 10 ноября с моря Сурабая была обстреляна корабельной артиллерией, потом английские истребители совершили ряд налётов на кварталы города, удерживаемые индонезийцами, после чего начался генеральный штурм. 25 ноября бойцы Сукарно покинули Сурабаю и отступили в джунгли. 3 марта 1946 года союзниками на острове Бали был высажен десант. К весне этого же года англичане начали сворачивать свои силы. 20 мая последние британские военнопленные вывезены из Индонезии. Британские войска покинули мятежное государство, предоставив нидерландцам самим разбираться с местными вооруженными группировками.

### Первая колониальная война, или первая полицейская акция
В октябре 1946 индонезийское правительство начало вести переговоры с голландцами. Переговоры завершились 25 марта 1947 года подписанием Лингаджатского соглашения. Нидерланды признали существование Индонезийской республики де-факто. В конце мая Нидерланды обращаются к Индонезии с требованием передать в её руки всё политически-военное управление страной. Из-за этого в Джакарте начинается политический кризис. В июне Сукарно издал декрет о вступлении всех вооружённых формирований на территории Индонезии в Национальную Армию Индонезии и отвергает требования голландцев. 20 июля Нидерланды разорвали Лингаджатские соглашения и напали на Индонезию. В индонезийской истории это событие получило название «Первая колониальная война», а в нидерландской — «первая полицейская акция». Начались массовые авианалёты голландцев на Индонезию. Только 22 июля было совершено 15 налётов на Чиребон. 4 августа голландцы высадили десант в центре Явы. Шли ожесточённые бои. 9 декабря 1947 года на острове Ява голландские военные уничтожили несколько сот мирных жителей, за что впоследствии правительство Нидерландов попросило извинения. В начале 1948 года «полицейская акция» начала терпеть неудачи. Нидерланды потеряли ряд территорий[обтекаемое выражение].
Затем в войну вмешалась ООН. 17 января были подписаны Ренвилльские соглашения. Был вновь на короткий промежуток времени установлен мир. Нидерланды продолжали блокаду Индонезии.
18 сентября того же года произошло вооружённое восстание в стане индонезийцев. Восстала компартия Индонезии в городе Мадиун (см. Мадиунский мятеж). Националисты оперативно подавили мятеж, использовав дивизию «Силаванги», при этом погибло более 8 тысяч участников выступления, в ходе последовавших внесудебных расправ, в их числе лидер компартии Мановар Муссо и бывший премьер-министр страны Амир Шарифуддин.

Карта Ост-Индии по состоянию на декабрь 1949 года. Красным изображена Республика Индонезия

### Вторая колониальная война, или вторая полицейская акция
Рассчитывая на ослабление Индонезии, Нидерланды решили раз и навсегда захватить Ост-Индию. 19 декабря началась т. н. «Вторая колониальная война», как её назвали индонезийцы, или «вторая полицейская акция», как её называли сами колонизаторы. В тот же день на аэродроме Магуво был высажен голландский десант численностью 2500 человек. Операция голландцев в стиле «блицкрига» оказалась столь неожиданной для индонезийцев, что они не смогли оказать какого-либо сопротивления захватчикам. В 15.00 голландцы захватили столицу Индонезии, Сукарно был схвачен ими и отправлен в Батавию на самолёте. 24 декабря голландцы оккупировали остров Ява, 25 декабря ими была захвачена половина Суматры. В ответ индонезийские войска отступили вглубь страны, перейдя к тактике партизанской войны. Ввиду пленения президента Сукарно и в условиях оккупации большей части страны власть перешла к Чрезвычайному правительству Республики Индонезии во главе с Шафруддином Правиранегарой, что было предусмотрено на этот случай самим Сукарно. Сопротивление на Яве к тому времени возглавил Насутион, ставший генералом и назначенный на пост командующего военным округом Явы. К февралю 1949 индонезийские партизаны установили полный контроль над сельской местностью и загнали все голландские войска в города. В сложившейся ситуации усилилось давление на Нидерланды со стороны ООН и мирового сообщества. В августе было подписано перемирие.

## Итог
С 23 августа по 2 ноября 1949 года в Гааге проходила мирная конференция. 27 декабря 1949 года Индонезия была признана независимым государством под названием Соединённые Штаты Индонезии, входящим в состав Нидерландско-Индонезийского Союза. Часть Новой Гвинеи по-прежнему оставалась под протекторатом Нидерландов. В результате войны Нидерланды потеряли большие территории в Юго-Восточной Азии и потерпели серьёзное поражение, понеся значительные потери. Индонезия добилась независимости.

### Извинения со стороны Нидерландов
В конце 1960-х историк Луис де Йонг начал публикацию своей обширной работы «Королевство Нидерландов во время Второй мировой войны» (нидерл. Het Koninkrijk der Nederlanden in de Tweede Wereldoorlog). Выход каждого тома книги становился событием, и в последствии де Йонг стал признанным экспертом по теме, а его работа — классической. Он стал одним из первых исследователей, кто открыто и основываясь на источниках указал на систематическое насилие и военные преступления, совершенные нидерландской армией в Индонезии. В следствие чего, в момент первой публикации, он подвергся широкой критике, и на долгие годы данная тема была исключена из фокуса общественного внимания.
Уже в XXI веке произошла актуализация вопроса о насилии и военных преступлениях, совершенных нидерландскими силами во время Войны за независимость в Индонезии. После нескольких исков, поданных против Нидерландов, в 2005 году была сформирована общественная организация «Комитет по долгам чести Нидерландов» (индон. Yayasan Komite Utang Kehormatan Belanda, нидерл. Stichting Comité Nederlandse Ereschulden), которая представляет интересы граждан Индонезии, пострадавших от военных преступлений и призывает к их расследованию.
В 2013 году правительство Нидерландов извинилось за насилие, примененное против индонезийского народа. В 2016 году министр иностранных дел Нидерландов Берт Кундерс принёс извинения, за убийство более 400 индонезийских сельских жителей в 1947 году. Во время государственного визита в Индонезию в марте 2020 года король Виллем-Александр неожиданно извинился за «чрезмерное насилие» голландских войск.
17 февраля 2022 года был выпущен крупный голландский исторический обзор под названием «Независимость, деколонизация, насилие и война в Индонезии, 1945–1950». Исследование было проведено тремя учреждениями: Королевским институтом исследований Юго-Восточной Азии и Карибского бассейна Нидерландов, Нидерландским институтом военной истории и Институтом исследований войны, Холокоста и геноцида. В обзоре сделан вывод о том, что Нидерланды прибегали к систематическому и чрезмерному насилию во время войны. Согласно обзору, «использование экстремального насилия голландскими вооруженными силами было не только широко распространено, но и часто преднамеренно» и «одобрялось на всех уровнях: политическом, военном и юридическом». В тот же день премьер-министр Нидерландов Марк Рютте извинился за зверства, совершенные голландцами во время войны, а также за неспособность прошлых голландских правительств признать это.